# Borgholm
Borgholm ist eine Stadt auf der schwedischen Insel Öland und Hauptort der gleichnamigen Gemeinde in der Provinz Kalmar län. Sie liegt an der Westküste der Insel am Kalmarsund.

## Geschichte
Auf dem Hof des Stadtmuseums von Borgholm befindet sich eine steinzeitliche Steinkiste (schwedisch hällkista). Im heutigen Ortsteil Köpingsvik wurde in der Wikingerzeit Markt gehalten; an der Stelle des heutigen Borgholm lag im Mittelalter das Fischerdorf Borgh. Nördlich des heutigen Hafens stand auf dem Friedhof Kapelludden eine (nicht erhaltene) steinerne Kapelle. Im Umfeld des Orts befanden sich mehrere Befestigungsanlagen, welche die Schifffahrt auf dem Kalmarsund bewachten. Die zur Zeit der Kalmarer Union von Dänen gehaltenen Festungen fielen im Ergebnis des Dänisch-Schwedisch-Hanseatischen Krieges (1509–1512) an Schweden. Am bedeutendsten war Schloss Borgholm, welches 1806 niederbrannte und seitdem nur noch als Ruine besteht. 1816 erhielt Borgholm die Stadtrechte, obwohl zu dieser Zeit nur 33 Personen im Ort lebten. Es gab lediglich drei Höfe und einige Herbergen.
Die Stadt wurde nach der Stadtrechtsverleihung planmäßig neu errichtet. Von der zum Hafen führenden Hauptstraße Storgatan gehen rechtwinklig die Seitenstraßen ab. Borgholm wurde schnell zum wichtigsten öländischen Handelsplatz. Bis zum Jahr 1850 war die Bevölkerungszahl auf 700 Menschen angestiegen.

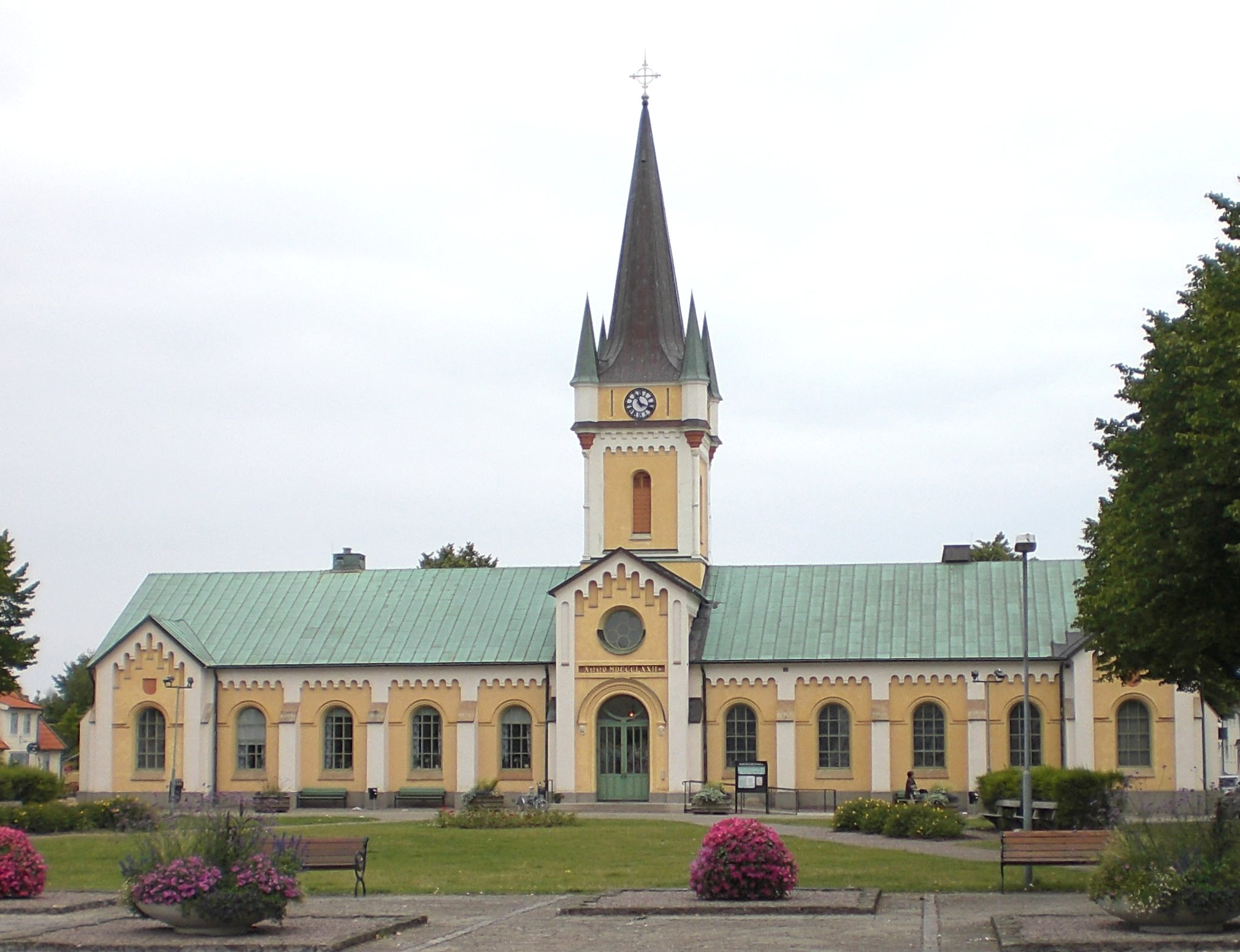
Kirche von Borgholm

Ab 1842 wurde die heutige Kirche von Borgholm erbaut, die zunächst als Schulgebäude errichtet wurde. 1867 nahm die erste öländische Tageszeitung, das Ölandsbladet, seine Tätigkeit in Borgholm auf. Seit Beginn des 20. Jahrhunderts entwickelte sich Borgholm, vor allem aufgrund der nahegelegenen Königsresidenz Schloss Solliden, zu einem gut besuchten Badeort. Im gleichen Zeitraum entstanden auch verschiedene Eisenbahnlinien (1906 Böda–Borgholm, 1910 Borgholm–Mörbylånga/Ottenby), die 1961 stillgelegt wurden. Seitdem 1973 die Ölandsbron fertiggestellt wurde, pendeln viele Bewohner Borgholms nach Kalmar zur Arbeit.
Seit 2015 gehören die östlich der Ortsmitte entlang der Küste gelegenen früheren Tätorte Björkviken und Köpingsvik zum Tätort Borgholm.

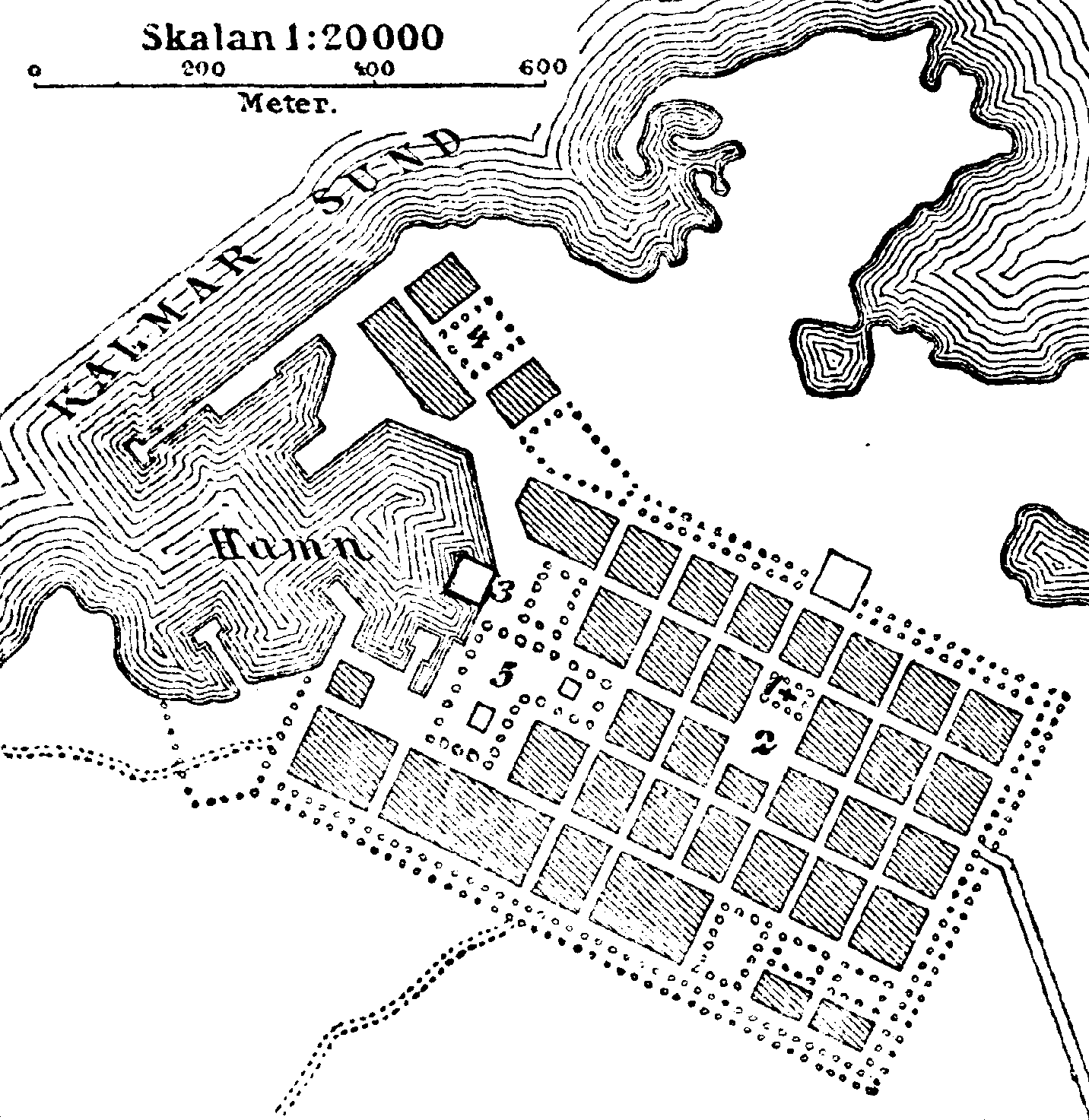
Stadtplan von Borgholm (um 1900)

## Bauwerke und Denkmäler

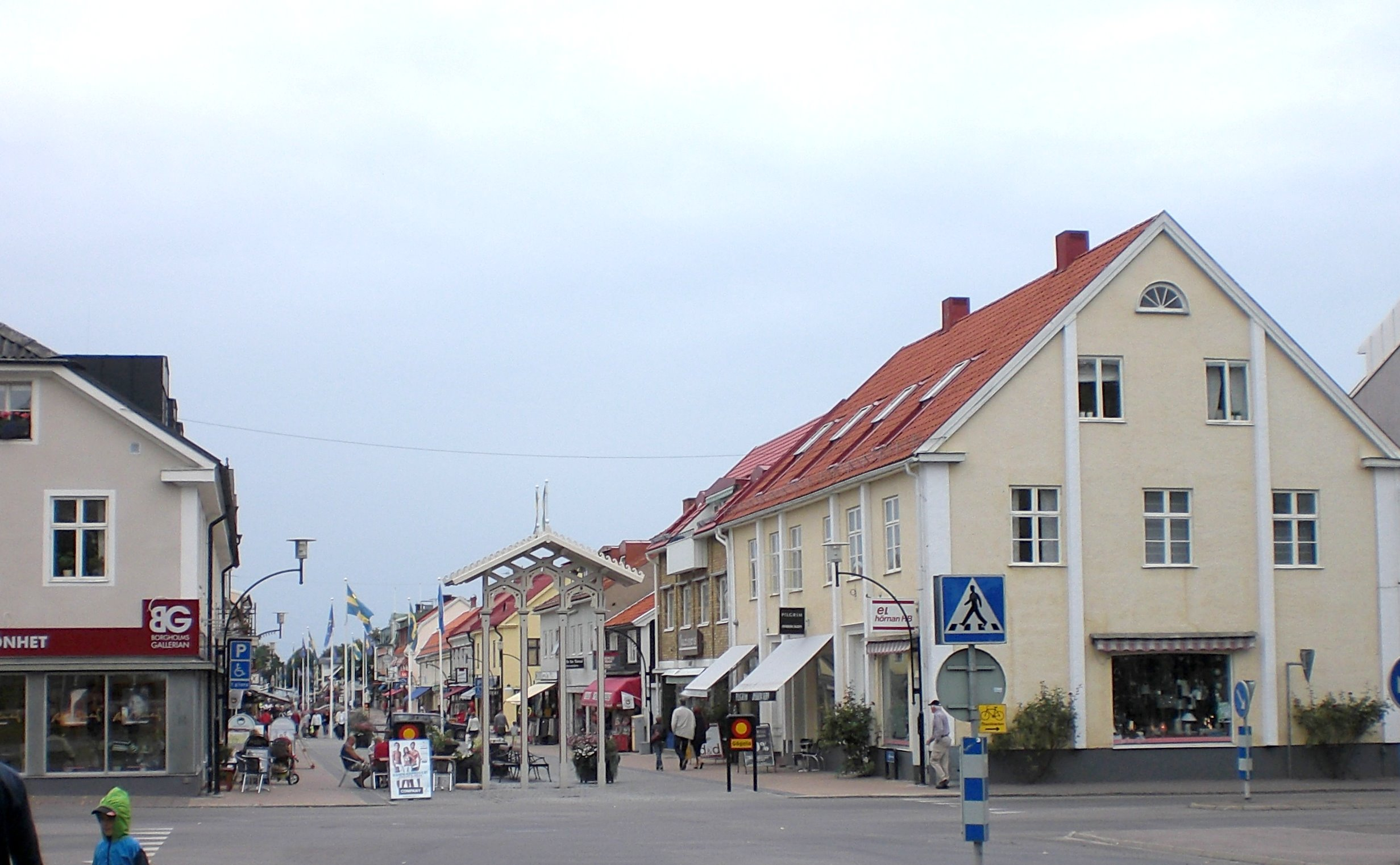
Blick auf die Fußgängerzone

Die bekanntesten Borgholmer Bauwerke sind die Schlossruine Borgholm und das Schloss Solliden. Unweit dieser Schlösser liegt die Parklandschaft Borgehage. Neben der Kirche von Borgholm und dem Stadtmuseum Borgholm sind jedoch auch die bronzezeitlichen Grabanlagen Blå rör nordöstlich der Stadt und die Schiffssetzung von Borgholm erwähnenswert. Jüngeren Datums ist der Jagdstein nordöstlich der Schlossruine, der an königliche Jagden des 19. Jahrhunderts erinnert. An der Landstraße nach Köpingsvik liegt unterhalb der Sankt-Elof-Quelle ein sogenannter Opferhaufen.

## Wirtschaft
Mit einem der größten Jachthäfen Schwedens, aber auch einem Schwimmbad, Gaststätten und Hotels, ist Borgholm ein ausgeprägter Touristenort. In der Stadt erscheint auch die öländische Zeitung Ölandsbladet.

## Persönlichkeiten
Borgholm ist der Geburtsort des schwedischen Sängers Folke Rydberg (1900–1969). Die schwedische Schriftstellerin Eva Bexell (* 1945), deren Werke zum Teil auch auf Deutsch erschienen, wuchs in Borgholm auf. 1946 wurde in Borgholm der spätere Formel-1-Rennfahrer Slim Borgudd geboren. Der für den Bereich Tonschnitt mit einem Oscar ausgezeichnete Tontechniker Per Hallberg wurde 1958 im Ort geboren. Der schwedische Journalist Jens von Reis, geboren 1973, stammt ebenfalls aus der Stadt.
In Borgholm verstarben der Politiker Johan Fredrik Caspersson (1813–1880) und der Bildhauer Johan August Gustafsson (1852–1932). Auch die schwedische Sängerin Brita Borg (1926–2010) verstarb im Ort.